# مارتن دوربيك
مارتن دوربيك (بالإستونية: Martin Dorbek)‏ مواليد 21 يناير 1991 في تالين، هو لاعب كرة سلة إستوني. بدأ مسيرته الاحترافية في سنة 2008. يحمل الرقم 21. يبلغ طوله 6 قدم 4 بوصة (1.9 م).

## الإنجازات
- الدوري الإستوني الممتاز لكرة السلة
  - المركز الثالث: 2009-10، 2011–12
- كأس إستونيا لكرة السلة
  - الوصافة: 2009-10، 2010–11
- دوري البلطيق لكرة السلة
  - الوصافة: 2011-12

## روابط خارجية
- مارتن دوربيك على موقع الاتحاد الدولي لكرة السلة (الإنجليزية)
- مارتن دوربيك على موقع كرة السلة الأوروبية.كوم (الإنجليزية)
- مارتن دوربيك على موقع ريلجم (الإنجليزية)
- مارتن دوربيك على موقع بروبوليرز (الإنجليزية)
- مارتن دوربيك على موقع سبورتس رفرنس (الإنجليزية)